# Arturo Fernández Álvarez
Arturo Fernández Álvarez (Madrid, 1945) es un empresario español. Es el fundador del Grupo Arturo Cantoblanco, vicepresidente de la CEOE y fue presidente de la Confederación Empresarial de Madrid-CEOE (CEIM).

## Formación
Arturo Fernández es licenciado en Ciencias Económicas y Empresariales por la Universidad Complutense de Madrid, y tiene un Máster en Business Administration por la Universidad de Boston.

## Grupo Arturo Cantoblanco
El Grupo Arturo se fundó en 1898 por Arturo Fernández Iglesias, abuelo de Arturo Fernández Álvarez, armero de Alfonso XIII, como comercio de fabricación y arreglo de escopetas y rifles de caza.
Fue derivando hacia la restauración y la hostelería, pasando a tener 3 500 empleados, distribuidos en 180 establecimientos que ofrecen más de 50 000 comidas diarias.
- Presidente Grupo Arturo, empresa fundada en 1898
- Presidente del Club de Tiro Cantoblanco
- Presidente de la Fundación Arturo Fernández Cantoblanco
- Consejero Delegado de FACOR (Acrónimo de Fábrica de Armas de La Coruña)

## Representación Institucional
- Presidente de la Cámara Oficial de Comercio, Industria y Servicios de Madrid.
- Presidente de Eurodefense España.
- Vicepresidente de la Asociación de la Empresa Familiar de Madrid  (ADEFAM).
- Vicepresidente de la Federación Española de Tiro Olímpico.
- Presidente del Club de Empresarios del Proyecto Stela de la Federación de Síndrome de Down de Madrid.
- Patrono de la Real Fábrica de Cristales de La Granja.

## Antiguos cargos empresariales e institucionales
- Consejero de Bankia (15-07-2011 a	28-06-2012).[5]
- Presidente de CEIM (Confederación Empresarial de Madrid-CEOE) (hasta diciembre de 2014).[6][7]
- Representante de Mapfre (hasta 06-02-2013).[5]
- Presidente de la Cámara de Comercio de Madrid (hasta febrero de 2016).[8]
- Vicepresidente de la Confederación Española de Organizaciones Empresariales (CEOE).
- Vocal en el comité ejecutivo de IFEMA.

## Reconocimientos

### Españolas
- Medalla de Oro al Mérito en el Trabajo.[9]
- Medalla de la Orden del Mérito Deportivo.
- Cruz de Plata de la Orden del Mérito de la Guardia Civil.
- Premio Ernst&Young a la Promoción al Empleo.
- Máster de Oro del Fórum de Alta Dirección.
- Mejor Empresario de Madrid 2004.
- Miembro de Mérito de la Fundación Carlos III.
- Caballero de la Real Orden de Carlos V
- Caballero de la Orden del Santo Sepulcro de Jerusalén
- Medalla al Mérito Policial

### Extranjeras
- Caballero de la Legión de Honor de la República Francesa

## Controversias
Se encontraba imputado en la investigación sobre el Caso Bankia por su uso de las tarjetas black cuando era consejero de la entidad, y actualmente ha sido absuelto de todo cargo.
También está siendo investigado por financiación ilegal en el caso de la Trama Púnica sobre la caja B del Partido Popular de Madrid en 2009.